# Платон, Шарль
Шарль Платон (19 сентября 1886 года, Пужоль (Жиронда)) — 28 августа 1944 года, Валожу (Дордонь) — французский адмирал и политический деятель. Министр колоний в правительстве Виши с 1940 по 1943 год. До прихода вишистского правительства, выступал за Национальную революцию, понимаемую им по-своему. Был антисемитом и противником масонства, Британию рассматривал как врага Франции. После высадки союзников в Нормандии, был пойман и казнен в 1944 году французскими партизанами за сотрудничество с нацистской Германией.

## Начало военной карьеры (1886—1918)
Шарль Платон родился в Пужоле 19 сентября 1886 года. Его отец был библиотекарем на юридическом факультете Бордо, а мать была профессором Нормальной школы.
Платона приняли в военно-морское училище в возрасте 18 лет, где он в дальнейшем показывал успехи в учёбе. Он стал гардемарином в 1907 года в порту Тулона. 1 января 1908 года назначен на линейный крейсер «Леон-Гамбетта», ровно через год был возвращен в порт. 5 октября того же года он получил звание прапорщика. В 1911 году последовало его назначение на крейсер «Виктор-Гюго».
По окончании училища, Шарль Платон поступил в Школу офицеров-эсминцев в том же Тулоне. Уже будучи офицером, 1 января 1914 г. был назначен заместителем командира подводной лодки «Жерминаль», базирующейся в Шербуре. В 1917 г. получил повышение, став лейтенантом. В октябре 1917 года он получил командование подводной лодкой «Опале» в Средиземном море.

## Межвоенный период (1918—1939)
В 1921 году Платону поручили командование очередной подводной лодкой «Фултон», базировавшейся в знакомом городе Тулоне. Окончил Высшее военно-морское училище в 1922 году.
14 июня 1923 года он стал капитан-лейтенантом, а 11 января 1927 года — командующим. Был в то время офицером Почетного легиона. В 1929 г. он командовал эсминцем «Торнадо». 1 ноября 1935 года Платон получил звание капитана эсминца.

## Вторая мировая война (1939-44)

### Дюнкерк
В 1937 году он командовал флотом в Дюнкерке. В 1939 году был произведен в контр-адмиралы. Под его управлением находились северные морские участки Франции (Дюнкерк, Кале и Булонь-сюр-Мер).
Во время проведения операции «Динамо», Платон помогал в организации эвакуации британскому командованию. Однако, после её завершения, с новой силой проявилась его ненависть к англичанам за такой позорный побег. На фоне этого, он посетил 20-22 июля 1940 г. Камерун, где вызвал конфликт между сторонниками и противниками Британии. Вскоре усилиями Шарля Платона, британским самолётам были запрещены полёты над Камеруном. Впрочем, через месяц к власти там пришли приверженцы генерала Де Голля.

### В министерстве колоний
Во время перестановок в кабинете министров, с должности министра по делам колоний был снят Анри Лемери, на посту которого сменил Платон. Положительную характеристику новому министру дал его знакомый, адмирал Франсуа Дарлан, и позже маршал Петен тоже стал его уважать. По описанию историка Эрика Т. Дженнингса, Платон был «фанатично вишистским и яростным англофобом». Жесткий противник генерала Шарля де Голля, он описывал «Свободную Францию» как «кучку ренегатов, состоящую из добровольцев Всемирной еврейской империи». Платон хотел, чтобы колонии стали частью Национальной революции. В связи с этим, он добился того, чтобы большинство антисемитских и антимасонских законов вишистской Франции были реализованы в колониях. Он также экспортировал вишистскую регламентацию молодежи, культ земли, культ вождя и ненависть к парламентскому устройства правительства. Однако Платон был обеспокоен тем, что местные жители колоний могут неверно истолковать идеи Национальной революции, что могло привести к росту национализма и желанию обрести независимость, против чего он решительно выступал.
27 октября 1940 г. при содействии министра Платона был принят закон, которые приостанавливал все выборные мероприятия в колониях и наделял колониальных губернаторов расширенными полномочиями. В июне 1941 г. Платон предложил ряд способов устранения препятствий внедрению антисемитских законов в колониях. В ответ на предложение разрешить азиатам занимать руководящие административные посты, он написал: «Допуск нефранцузских граждан на высокие должности вызывает деликатные вопросы и просто не может быть предпринят».
В декабре 1941 года Платон представил десятилетний план, в котором заявил, что Франция продолжит свою колониальную миссию. В нём он планировал индустриализацию колоний, положительно оценил децентрализацию жизненно важных отраслей промышленности. По его мнению, это не ослабило промышленность самой Франции, но дало колониальным подданным большую покупательную способность. Основная цель заключалась в улучшении сельского хозяйства, дорог и транспорта, развитие экспорта. Улучшение промышленности отходило на второй план. Развитие сырьевых отраслей, таких как энергетика и строительные материалы, обеспечило бы, согласно Платону, базовый уровень экономической автономии, а в некоторых случаях можно было бы прибегнуть к созданию более передовых отраслей, избегая при этом каких-либо революционных изменений.
Платон пробыл министром по делам колоний до 18 апреля 1942 года, когда его сменил Жюль Бревье. Это смещение совпало с возвращением Пьера Лаваля на пост премьер-министра.

### Последние годы
22 июля 1944 года был схвачен в своем доме в Пужоле партизанами FTP из Дордони (6-й батальон) французских внутренних войск. Его доставили в полицейский участок субсектора С Дордони в Сен-Жан-д’Эйро, где он предстал перед военным трибуналом под председательством Мишеля Шнеерсона, будущего мэра Муссидана с 1946 по 1947 год. Документы, обнаруженные в доме Карла Платона. Защиту обеспечивает Андре Урбанович (псевдоним «двойной метр» из-за его роста). Смертный приговор был вынесен 24 июля 1944 года. Через несколько дней он был переведен в поместье Кейри (коммуна Валожу), недалеко от Монтиньяка, прежде чем предстал перед новым военным трибуналом, на котором вновь был приговорен к смерти.
Расстрелян 28 августа 1944 года в поместье Кейри, собственноручно командовал расстрельной командой.